# 43 Commando Fleet Protection Group Royal Marines

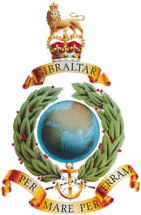
Vapensköld för Royal Marines

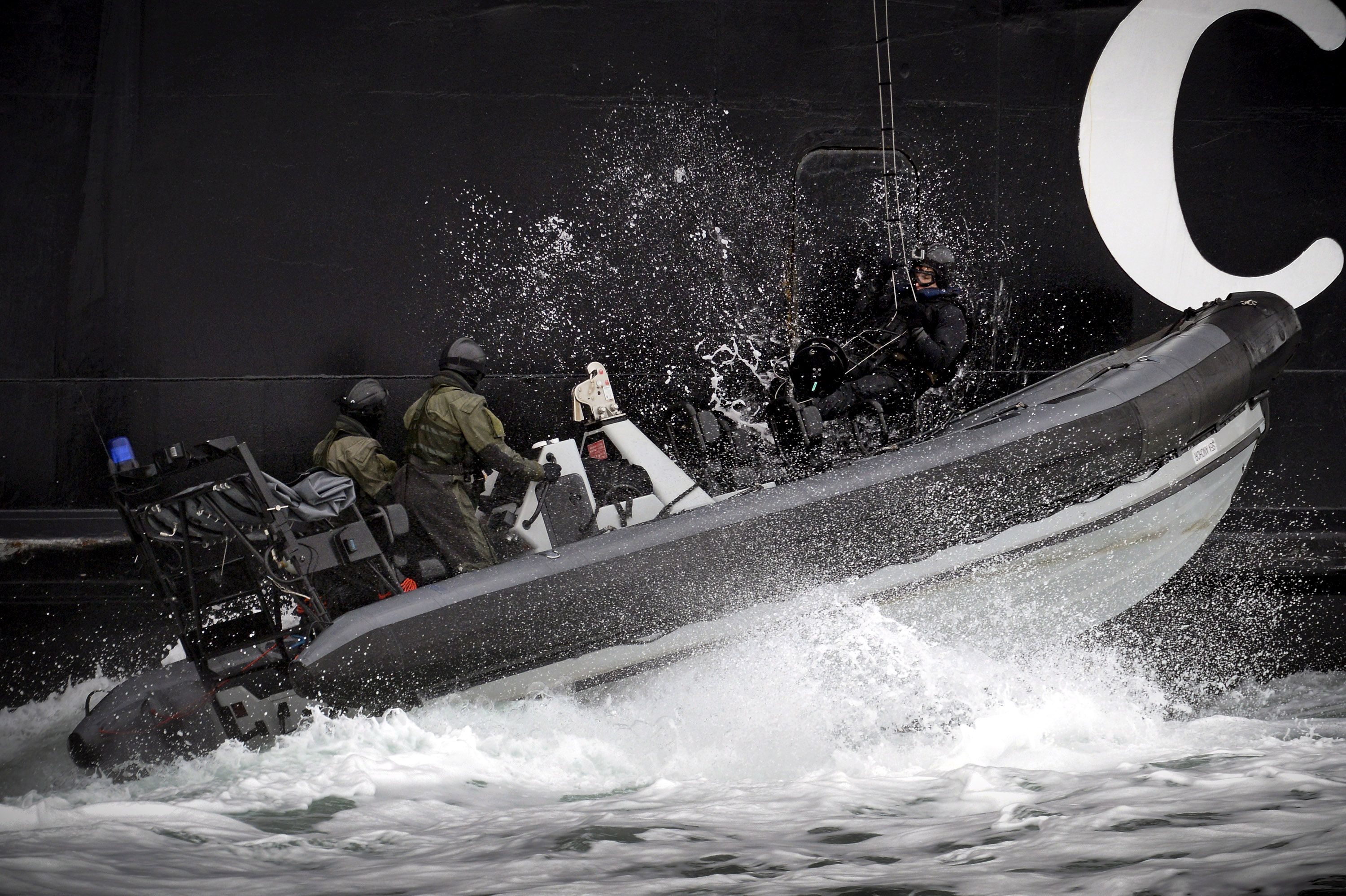
43 Commando Fleet Protection Group genomför en bordning.

43 Commando Fleet Protection Group Royal Marines är ett brittiskt militärt förband som har som huvuduppdrag att skydda Storbritanniens strategiska kärnvapen. Delar av förbandet används även vid piratjakt i olika delar av världen. Högkvarteret är flottbasen Faslane Base i Skottland. Antalet militärer i gruppen är 550 stycken.